# Hakeasläktet
Hakeasläktet (Hakea) är ett släkte med ungefär 110 arter i familjen proteaväxter. Hakeorna är städsegröna buskar och små träd som är hemmahörande i Australien. Där, liksom i Kalifornien är de även omtyckta trädgårdsväxter, men i Sydafrika har hakeor som ursprungligen odlats som prydnadsväxter blivit till illa sedda ogräs.
Hakeasläktets arter blir mellan 1 och 6 meter höga. Blommorna sitter i runda eller cylindriska ställningar, med ett otal blommor i varje ställning. Blomfärgen kan vara röd, gul, rosa, lila, blekblå eller vit. Bladen varierar i utseende mellan arterna, från smala barrliknande blad till breda. Även taggiga blad förekommer. Samtliga arters blad är dock läderartade och styva.
Hakeasläktet trivs bäst i solsken och väldränerad jord. De förökas lättast med frön, men även med sticklingar.
Släktet är uppkallat efter en tysk botanikmecenat, Christian Ludwig von Hake, som verkade på 1700-talet.

## Dottertaxa tillHakea, i alfabetisk ordning[1]
- Hakea actites
- Hakea aculeata
- Hakea acuminata
- Hakea adnata
- Hakea aenigma
- Hakea ambigua
- Hakea amplexicaulis
- Hakea anadenia
- Hakea arborescens
- Hakea archaeoides
- Hakea asperma
- Hakea auriculata
- Hakea bakeriana
- Hakea baxteri
- Hakea bicornata
- Hakea brachyptera
- Hakea brownii
- Hakea bucculenta
- Hakea candolleana
- Hakea carinata
- Hakea ceratophylla
- Hakea chordophylla
- Hakea chromatropa
- Hakea cinerea
- Hakea circumalata
- Hakea clavata
- Hakea collina
- Hakea commutata
- Hakea conchifolia
- Hakea constablei
- Hakea corymbosa
- Hakea costata
- Hakea cristata
- Hakea cucullata
- Hakea cyclocarpa
- Hakea cycloptera
- Hakea cygna
- Hakea dactyloides
- Hakea decurrens
- Hakea denticulata
- Hakea divaricata
- Hakea dohertyi
- Hakea drupacea
- Hakea ednieana
- Hakea elliptica
- Hakea eneabba
- Hakea epiglottis
- Hakea erecta
- Hakea eriantha
- Hakea erinacea
- Hakea eyreana
- Hakea falcata
- Hakea ferruginea
- Hakea flabellifolia
- Hakea florida
- Hakea florulenta
- Hakea francisiana
- Hakea fraseri
- Hakea gibbosa
- Hakea gilbertii
- Hakea grammatophylla
- Hakea hastata
- Hakea hookeriana
- Hakea horrida
- Hakea ilicifolia
- Hakea incrassata
- Hakea invaginata
- Hakea ivoryi
- Hakea kippistiana
- Hakea laevipes
- Hakea lasiantha
- Hakea lasianthoides
- Hakea lasiocarpha
- Hakea laurina
- Hakea lehmanniana
- Hakea leucoptera
- Hakea linearis
- Hakea lissocarpha
- Hakea lissosperma
- Hakea longiflora
- Hakea loranthifolia
- Hakea lorea
- Hakea maconochieana
- Hakea macraeana
- Hakea macrocarpa
- Hakea macrorrhyncha
- Hakea marginata
- Hakea megadenia
- Hakea megalosperma
- Hakea meisneriana
- Hakea microcarpa
- Hakea minyma
- Hakea mitchellii
- Hakea multilineata
- Hakea myrtoides
- Hakea neurophylla
- Hakea newbeyana
- Hakea nitida
- Hakea nodosa
- Hakea obliqua
- Hakea obtusa
- Hakea ochroptera
- Hakea oldfieldii
- Hakea oleifolia
- Hakea oligoneura
- Hakea orthorrhyncha
- Hakea pachyphylla
- Hakea pandanicarpa
- Hakea pedunculata
- Hakea pendens
- Hakea persiehana
- Hakea petiolaris
- Hakea platysperma
- Hakea plurinervia
- Hakea polyanthema
- Hakea preissii
- Hakea pritzelii
- Hakea propinqua
- Hakea prostrata
- Hakea psilorrhyncha
- Hakea pulvinifera
- Hakea purpurea
- Hakea pycnoneura
- Hakea recurva
- Hakea repullulans
- Hakea rhombales
- Hakea rigida
- Hakea rostrata
- Hakea rugosa
- Hakea ruscifolia
- Hakea salicifolia
- Hakea scoparia
- Hakea sericea
- Hakea smilacifolia
- Hakea spathulata
- Hakea standleyensis
- Hakea stenocarpa
- Hakea stenophylla
- Hakea strumosa
- Hakea subsulcata
- Hakea sulcata
- Hakea tephrosperma
- Hakea teretifolia
- Hakea trifurcata
- Hakea trineura
- Hakea tuberculata
- Hakea ulicina
- Hakea undulata
- Hakea varia
- Hakea verrucosa
- Hakea victoria
- Hakea vittata